# Jan Wirix-Speetjens

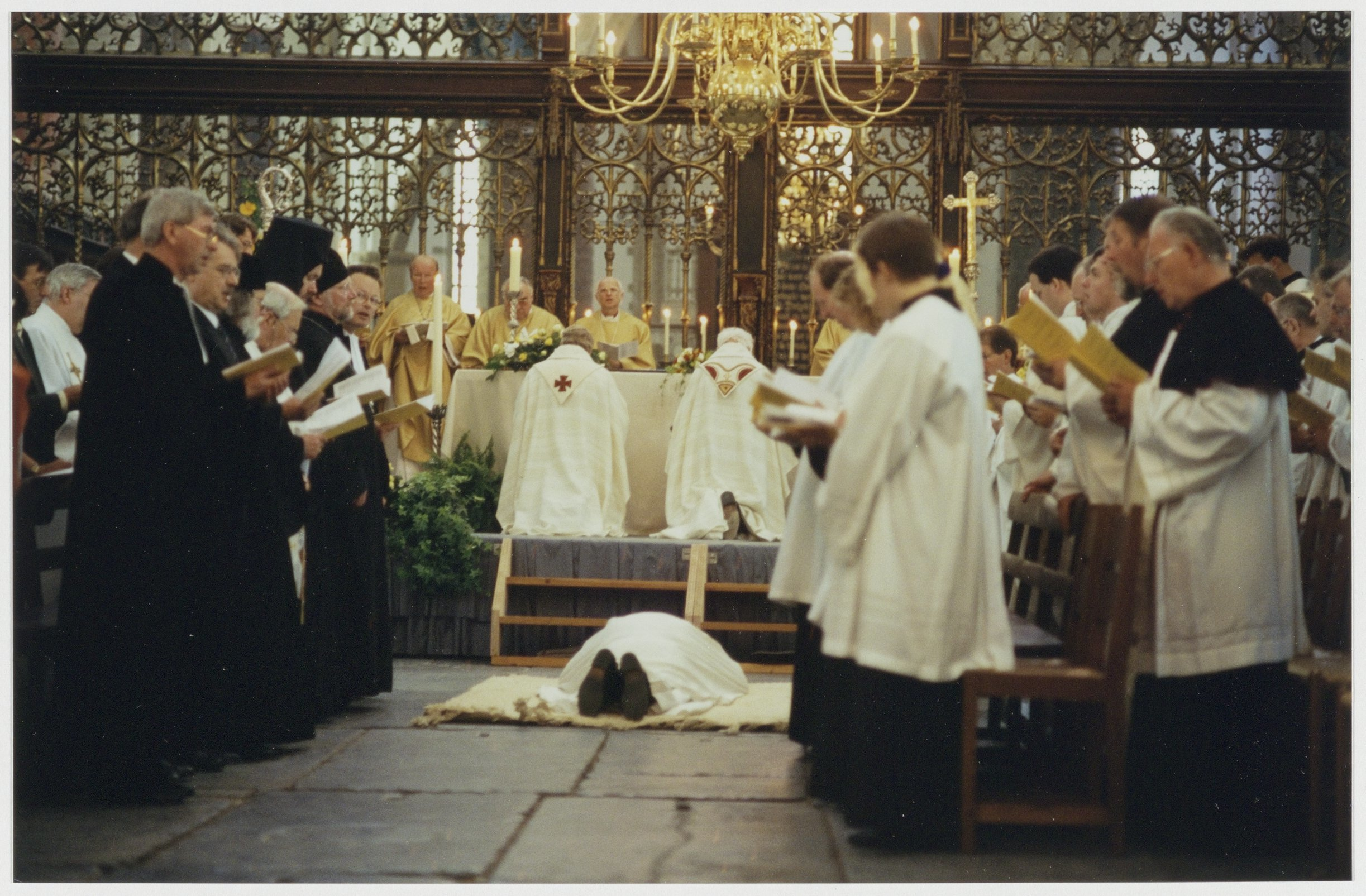
Święcenia biskupie (1995)

Jan Lambert Wirix-Speetjens (ur. 13 października 1946 w Neeroeteren, Belgia, zm. 29 lutego 2008  w Haarlemie, Holandia) – w latach 1994–2008 biskup-ordynariusz diecezji Haarlem Kościoła Starokatolickiego w Holandii.
Ukończył Wyższe Seminarium Duchowne w Liège oraz Katolicki Uniwersytet w Leuven. 6 czerwca 1971 został wyświęcony na kapłana. W latach 1977–1984 prowadził współpracę naukową z Katolickim Uniwersytetem w Leuven. W 1982 rozpoczął posługę w Kościele Starokatolickim w Holandii, a 3 listopada 1994 przyjął godność biskupa Haarlemu. Święcenia biskupie odbyły się 15 maja 1995. Zmarł po długiej i ciężkiej chorobie. 
Od 1993 był żonaty z Christel Ruts, miał dwóch synów: Johannesa i Jonatana.